# Sarrageois
Sarrageois – miejscowość i gmina we Francji, w regionie Burgundia-Franche-Comté, w departamencie Doubs.
Według danych na rok 1990 gminę zamieszkiwało 78 osób, a gęstość zaludnienia wynosiła 6 osób/km² (wśród 1786 gmin Franche-Comté Sarrageois plasuje się na 665. miejscu pod względem liczby ludności, natomiast pod względem powierzchni na miejscu 287.).